# Sposób groszkowany

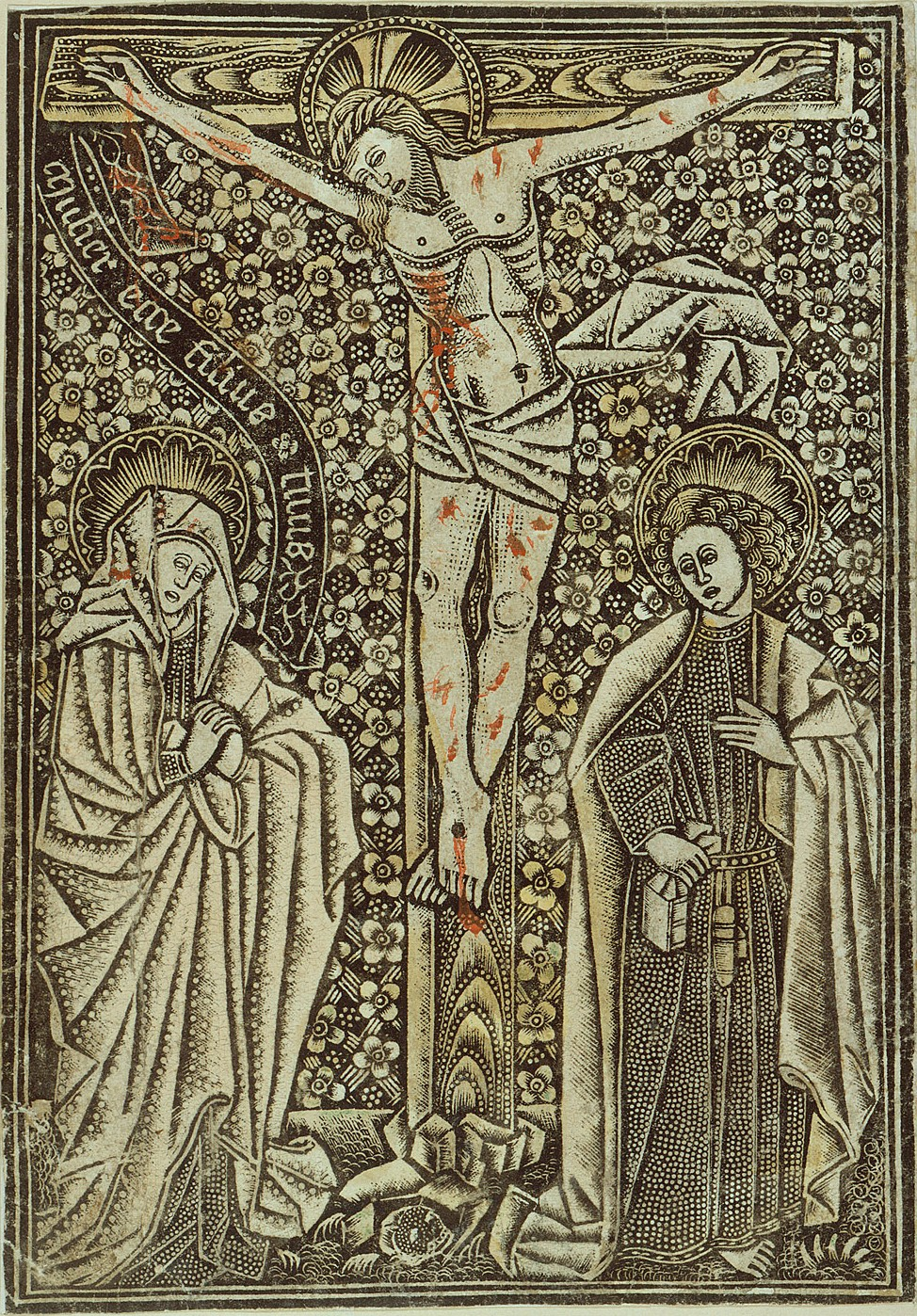
Ukrzyżowanie, metaloryt groszkowany, XV w.

Sposób groszkowany (fr. manière criblée) – technika graficzna polegająca na wybijaniu na płytach drewnianych lub metalowych punktów i kresek, o różnej wielkości i kształcie, które na odbitce pozostają jasne. Na rycinie charakterystyczne są czarne płaszczyzny ozdobione jasnymi deseniami i ornamentami. Ryciny tego typu znane są np. z francuskich książek do nabożeństwa, przy czym postaci rytowane były zwykłym sposobem, natomiast tło ozdabiano metodą groszkowaną. Technika ta, stosowana w XV wieku, w epoce rozkwitu miedziorytu została całkowicie zaniechana.   